# A la sombra del ángel
A la sombra del ángel es una telenovela chilena creada por Néstor Castagno y transmitida por Televisión Nacional de Chile desde el 29 de mayo hasta el 18 de octubre de 1989. Está ambientada en tres épocas diferentes y es protagonizada por Nancy Paulsen, Remigio Remedy, Osvaldo Silva y Peggy Cordero.

## Argumento
Un amor de tres generaciones fue el que presentó esta telenovela, historia que transcurre en tres épocas diferentes. La primera está ambientada en la década de 1940 y contaba la historia de amor entre Isabel Torreblanca y Humberto Valle, un desconocido personaje que llegaba al ficticio pueblo de Alto Pinar. Como en toda buena historia romántica, las promesas de amor eterno no estuvieron ausentes, sobre todo si había una vieja tradición de por medio, que prometía a los que se juraran amor eterno a la sombra de la estatua de un ángel (de ahí el nombre de la telenovela).
Pero lamentablemente para ellos, no siempre esas historias resultan. Su relación no fue aceptada por los padres de ella, que los separan y la obligan a casarse con su prometido de toda la vida.
La separación da pie para la segunda parte de la historia, que se ambientaba en los años 60, porque los antiguos enamorados se volvían a encontrar y a separar. Este segmento del guion estaba centrado en Lucy Vidal, la hija de Isabel.
La última parte de la telenovela nos traslada a los años 80. pero esta vez los protagonistas principales son los nietos de Isabel y Humberto, quienes repiten la historia y la promesa de amor de sus abuelos. Pero esta vez tenían mejores resultados y, además, los ayudaban a reencontrarse definitivamente.

## Reparto

### Principales[3]
- Nancy Paulsen como Isabel Torreblanca (T1-T2) / Claudia Rossen (T3)

- Peggy Cordero como Isabel Torreblanca (T3)

- Remigio Remedy como Humberto Valle (T1) / Alejandro Valle (T3)

- Osvaldo Silva como Humberto Valle (T2-T3)

- Francisca Castillo como Eliana Riesling (T1-T2) / Ana María Inchauspe (T3)

- Silvia Santelices como Eliana Riesling (T3)

- Claudio Reyes como Julián Torreblanca (T1-T2) / Julián Torreblanca Recalde (T3)

- Carlos Matamala como Julián Torreblanca (T3)

- Paulina García como Edith Jerome (T1-T2) / Paula Contardo (T3)

- Sonia Mena como Edith Jerome (T3)

- Eduardo Barril como Aníbal Riesling (T1-T2)
- José Soza como Leonel Dupré (T1)
- Lucy Salgado como Ángela Piper (T1-T2)
- Silvia Piñeiro como Marina Del Porto (T1)
- Mónica Carrasco como Berta Constanzo (T1-T2)

- Mireya Véliz como Berta Constanzo (T3)

- Solange Lackington como Rosalía Recalde (T1-T2)

- Gabriela Medina como Rosalía Recalde (T3)

- Claudio Arredondo como Ismael Montevera (T1-T2)

- Pedro Villagra Ismael Montevera (T3)

- Violeta Vidaurre como Encarnación Concha (T1-T2)
- Carlos Concha como Leopoldo Rivas (T1-T2) / Aníbal Rivas (T3)

- Arnaldo Berríos como Leopoldo Rivas (T3)

- Alejandra Rubio como Ema Tapia (T1-T2) / Emita Rivas (T3)
- David Guzmán como Tomás Inchauspe (T1-T2)
- Rodrigo Bastidas como Luciano Baghetti (T1) / Ignacio Moreno (T2)
- Claudio Valenzuela como Esteban Dupré (T1-T2)
- Gabriela Hernández como Emilia Dupont (T1-T2)
- Domingo Tessier como Matías Torreblanca (T1)
- Roberto Navarrete como Alejandro Valle (T1)
- Gloria Laso como Ester Moore (T1)
- Ana Reeves como Elvira Méndez (T1-T2)
- Luis Wigdorsky como Alfonso Jerome (T1-T2)
- Patricia Larraguibel como Adela Urriaga (T1-T2)
- Mario Bustos como Evaristo Lenque (T1-T2)
- Luz Jiménez como Tita Ossandón (T2)
- Elena Muñoz como María Félix Reinoso (T2)

- Mirta González como María Félix (T3)

- Andrea Valle como Soledad Torreblanca (T2)

- Carmen Disa Gutiérrez como Soledad Torreblanca (T3)

- Tichi Lobos como Lucy Vidal (T2)

- Coca Rudolphy como Lucy Vidal (T3)

- Víctor Carrasco como Daniel Inchauspe (T2)

- Alex Zissis como Daniel Inchauspe (T3)

- Graciela Errázuriz como Cristina Hudson (T2)

- Consuelo Holzapfel como Cristina Hudson (T3)

- Santiago Ramírez como Ricardo Rossen (T2)
- Pablo Ausensi como Patricio Hudson (T3)
- John Knuckey como Francisco Möller (T3)
- Cecilia Cucurella como Marilú Echenique (T3)
- Renato Münster como Juan Pablo Möller (T3)
- Claudia Godoy como Johana Montevera (T3)

### Recurrentes e invitados especiales
- Gloria Pollarolo como Nena (T1-T2)
- Pía Salas como Tita (T1-T2)
- Adela Calderón como Luli (T1-T2)
- Jorge Álvarez como Padre Luis (T1)
- Mónica Sifrind como Alicia Piper (T1)
- Óscar Hernández como Mariano Saldías (T1)
- Tito Bustamante como Carlos Vidal (T1)
- Alberto Castillo como Edgardo Jerome (T1)
- Aldo Bernales como Andrés Parra (T1)
- Walkiria Martínez como Walkiria (T1)
- Roxana Villagra como Roxana (T1)
- Pina Brandt como Margarita (T2)
- Agustín Moya como Enrique Amenábar (T2)
- Mabel Farías como Pilar (T2)
- Marcial Edwards como Marcial Hudson (T2)
- Pamela Fernández como Eugenia de la Rioja (T2)
- Iseda Sepúveda como Amelia Ossandón (T2)
- Pedro Dubó como Raúl Romero (T2)
- Pamela Estay como Sybill Russell (T2)
- Ricardo Vieyra (T2)
- Carlos Valenzuela como Samuel Castillo (T3)
- Emilio Gaete como Padre Ramón (T3)
- Alberto Vega como Padre Rodrigo (T3)
- Rodrigo Álvarez como Óscar Contardo (T3)
- Marcela Arroyave como Samantha (T3)
- Verónica González como Jacqueline (T3)
- Natacha Chevesich como Rita (T3)
- Roberto Valenzuela como Reinaldo Lenque (T3)
- Marcela Messina como Sonia (T3)
- Irene Llano como ella misma (T3)
- Antonio Vodanovic como él mismo (T3)

## Capítulos
| Época     | Capítulos | Rating promedio | Referencia        |
| --------- | --------- | --------------- | ----------------- |
| 1945-1949 | 1-51      | 20,8            | [ 4 ] [ 5 ] [ 6 ] |
| 1962-1966 | 52-77     | 23,4            | [ 4 ] [ 5 ] [ 6 ] |
| 1989      | 78-97     | 24,7            | [ 4 ] [ 5 ] [ 6 ] |

## Producción
El ficticio pueblo de Alto Pinar donde se desarrolla la mayor parte de la trama de la telenovela, fue construido en el fundo San Miguel, en la localidad de Colina, al norte de la Región Metropolitana de Santiago. Este mismo lugar sirvió 10 años más tarde como escenario para dar vida al pueblo de Aquelarre, para la telenovela homónima. Posteriormente el año 2008 sirvió de escenario para la telenovela nocturna El señor de la querencia. Las tres telenovelas fueron emitidas por Televisión Nacional.

## Banda sonora

### Primera etapa
1. Glenn Miller - In the Mood
2. Lalo Martel - Salud, Dinero y Amor
3. Moroco Ensamble - Según Pasan los Años
4. Leo Marini - Dos Almas
5. Benny Goodman - Clarinet a La King
6. Bola de Nieve - Ay Mamá Inés
7. Ted Wheens - Barrilito de Cerveza
8. Hugo del Carril - Los Ejes de mi Carreta
9. Cuarteto Palais de Glace - Desde el Alma
10. Héctor Varela - Fumando Espero
11. Doris Day - Sentimental Journey
12. Yves Montand - La Vie en Rose
13. Orquesta Serenata Tropical - Cachita
14. Frank Sinatra & Harry James y su orquesta - Neverthless
15. José Bohr - Y Tenía un Lunar
16. El Cuarteto Lorenzo - Isabel
17. Los Gavilanes de España - El Beso
18. Xavier Cugat - La Mucura
19. Glenn Miller - Serenata a la Luz de la Luna

### Segunda etapa
1. Percy Faith - A Summer Place
2. Gene Pitney - Only Love Can Break a Heart
3. The Shirelles - Will You Love Me Tomorrow
4. Dionne Warwick - Walk on By
5. Del Shannon - Runaway
6. Joey Dee - Peppermint Twist
7. Chubby Checker - Let's Twist Again
8. Johnny Tedesco - Vuelve Primavera
9. Violeta Rivas - Queridita
10. Juan Ramón - Sólo Yo Seguiré Siendo Tuyo
11. Doris Day - Everybody Loves a Lover
12. Enrique Guzmán - Muñequita
13. Los Teen Tops - Popotitos
14. Paul Anka - Puppy Love
15. Little Richard - Good Golly, Miss Molly
16. Frankie Laine - Answer Me
17. Los Ramblers - Rock del Mundial
18. Lucho Gatica - Chile Lindo
19. The Five Blobs - The Blob

### Tercera etapa
1. Irene Llano - Una Promesa de Amor
2. Michael Jackson - I Just Can't Stop Loving You
3. Yuri - Hombres al Borde de un Ataque
4. Emmanuel - Quisiera
5. Gipsy Kings - Quiero Saber
6. Claudio Reyes - Por Qué Llora la Tarde
7. Roberto Carlos - Tristes Momentos
8. Vicky Carr - Mala Suerte
9. Dúo Dinámico - Acorralado
10. Tormenta - Amando y Amando
11. Grupo Jo's - Lluvia Fina
12. Chayanne - Fuiste Un Trozo de Hielo en la Escarcha
13. Eddie Sierra - Aférrate a Mí